# A1 Macedónia
Az A1 Macedónia vagy A1 Makedonija (macedónul: А1 Македонија) röviden A1 egy észak-macedóniai távközlési vállalat, amely az A1 Telekom Austria Csoport tulajdonában van.

## Története
A vállalat 2015-ben jött létre, amikor Észak-Macedónia két távközlési szolgáltatója, a Szlovén Telekom tulajdonában lévő One Macedónia és az osztrák A1 tulajdonában lévő VIP Macedónia egyesült.
A két vállalat egyesülésének eredményeként az A1 Telekom Austria Csoport 55%-os, a Szlovén Telekom Csoport pedig 45%-os részesedéssel rendelkezett az újonnan létrehozott társaságban. 2017-ben a Szlovén Telekom eladta részesedését az osztrák A1-nek.
2019 szeptemberében a cég márkanevét A1-re változtatta.

## Hálózati információk
Az A1 Macedónia IMSI hálózati kódjai a 294-02 és 294-03, míg az MSISDN hálózati kódjai a következők: 075 (nemzetközi: +389 75); 076 (nemzetközi: +389 76); 077 (nemzetközi: +389 77) és 078 (nemzetközi: +389 78).

## Fordítás
- Ez a szócikk részben vagy egészben  az   A1 Macedonia című angol Wikipédia-szócikk ezen változatának fordításán alapul.  Az eredeti cikk szerkesztőit annak laptörténete sorolja fel. Ez a jelzés csupán a megfogalmazás eredetét és a szerzői jogokat jelzi, nem szolgál a cikkben szereplő információk forrásmegjelöléseként.